# Rue Jacques-Ibert
La rue Jacques-Ibert est une rue de Levallois-Perret et du 17e arrondissement de Paris.

## Situation et accès
Cette rue est située en dehors du boulevard périphérique, auquel elle est parallèle. Elle marque la limite de Paris (numéros impairs) avec la commune de Levallois-Perret (numéros pairs).
Elle donne accès au jardin Lily-Laskine. Elle est prolongée par la rue Cino-Del-Duca, et forme le point de départ de la rue Anatole-France, la rue Carnot, la rue Danton et la rue Gabriel-Péri à Levallois-Perret.
Le quartier est desservi par la ligne 3, à la station Louise Michel.

## Origine du nom

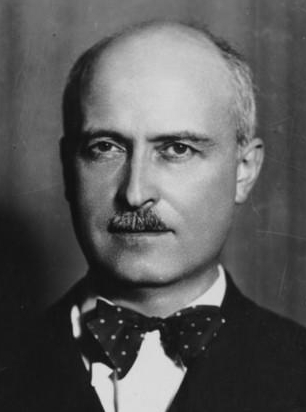
Jacques Ibert.

Elle doit son nom au compositeur français Jacques Ibert (1890-1962).

## Historique
La voie est créée dans le cadre de l'aménagement du 9e secteur zonier sous le nom provisoire de « voie AB/17 » et prend sa dénomination actuelle par arrêté municipal du 24 février 1982 rectifiant l'arrêté du 30 août 1978 qui localisait cette voie entre la rue du Président-Wilson (prolongement de la rue de Courcelles) à Levallois-Perret et l'avenue de la Porte-de-Champerret.

## Bâtiments remarquables et lieux de mémoire
- Au no 17 se trouve l'école de Paris des métiers de la table (EPMT).
- Au no 41 est située la chapelle Saint-Martin-de-Porrès, inaugurée en novembre 1987[2] et dédiée à saint Martin de Porrès.